# Sophie Charlotte van Hannover
Sophie Charlotte van Hannover (Schloss Iburg, Bad Iburg, 30 oktober 1668 — Hannover, 1 februari 1705) was door haar huwelijk met Frederik I de eerste koningin in Pruisen. Als koningin-gemaal hield zij zich meestal niet bezig met politiek en landsbestuur. Zij was vooral geïnteresseerd in filosofie en muziek en haar hof stond bekend als een centrum van kunst en cultuur. Zij was bevriend met de filosoof Leibniz en speelde een belangrijke rol bij de oprichting van de Pruisische Academie van Wetenschappen. Zij was de moeder van Frederik Willem I van Pruisen en de grootmoeder van Frederik de Grote.

## Jeugd en opvoeding
Sophie was de enige dochter van de toenmalige hertog Ernst August van Brunswijk-Lüneburg (de latere keurvorst van Hannover) en diens vrouw Sophia van de Palts. Via haar moeder stamde ze af van koning Jacobus I van Engeland. Haar oudere broer Georg Ludwig werd na de dood van koningin Anna van Groot-Brittannië in 1714 koning George I van Groot-Brittannië.
Al bij haar geboorte had haar moeder het plan om Sophie Charlotte uit te huwelijken aan de erfgenaam van een belangrijk vorstenhuis. Haar opvoeding was ook hierop gericht.  Ze kreeg hetzelfde onderwijs als haar broers, sprak vloeiend Frans, Italiaans en Engels en leerde zich de houding en het gedrag van een vorstin eigen maken.  Wat betreft godsdienst werd ze vrijzinnig opgevoed, mogelijk omdat lang niet bekend was of ze met een protestant of een katholiek zou trouwen. Pas vlak voor haar huwelijk koos Sophie Charlotte voor het calvinisme van haar toekomstige echtgenoot.

## Huwelijk en rol als koningin-gemaal
Na een bezoek aan het hof van Lodewijk XIV werden pogingen gedaan om een huwelijk te regelen tussen Sophie Charlotte en de dauphin Lodewijk. Dit ging echter niet door. In 1684 trouwde ze met Frederik, de oudste zoon van keurvorst Frederik Willem I van Brandenburg, de hertog van Pruisen. Zij was toen zestien. In 1688 volgde haar man zijn vader op als keurvorst Frederik III.
Na de geboorte van haar zoon Frederik Willem in 1688 ging Sophie Charlotte steeds meer een eigen leven leiden, los van dat van haar man. Frederik III was veel gelegen aan waardigheid en hofceremonieel, terwijl Sophie Charlotte zich graag op een meer informele manier amuseerde met feesten en maskerades. Zij kreeg van haar man in 1695 het kasteel Lietzenburg (ook wel Lützenburg). Als haar verplichtingen aan het hof het toelieten woonde ze daar.
Sophie Charlotte had niet de behoefte om zich actief bezig te houden met politiek en landsbestuur. Alleen als de belangen van haar ouders of het keurvorstendom Hannover in het geding waren probeerde ze invloed uit te oefenen. Dit leidde tot een conflict met eerste minister Eberhard von Danckelmann; zij heeft ook een rol gespeeld bij zijn uiteindelijke val in 1697. Na 1700 hield Sophie Charlotte zich helemaal niet meer bezig met politiek, dit zeer tot teleurstelling van haar moeder Sophia van de Palts, die had gehoopt via haar dochter invloed te krijgen in Pruisen.
In 1701 kreeg haar man van keizer Leopold I het recht om de koningstitel te voeren. Hij werd koning Frederik I in Pruisen en Sophie Charlotte de eerste koningin.

## Kunst en cultuur

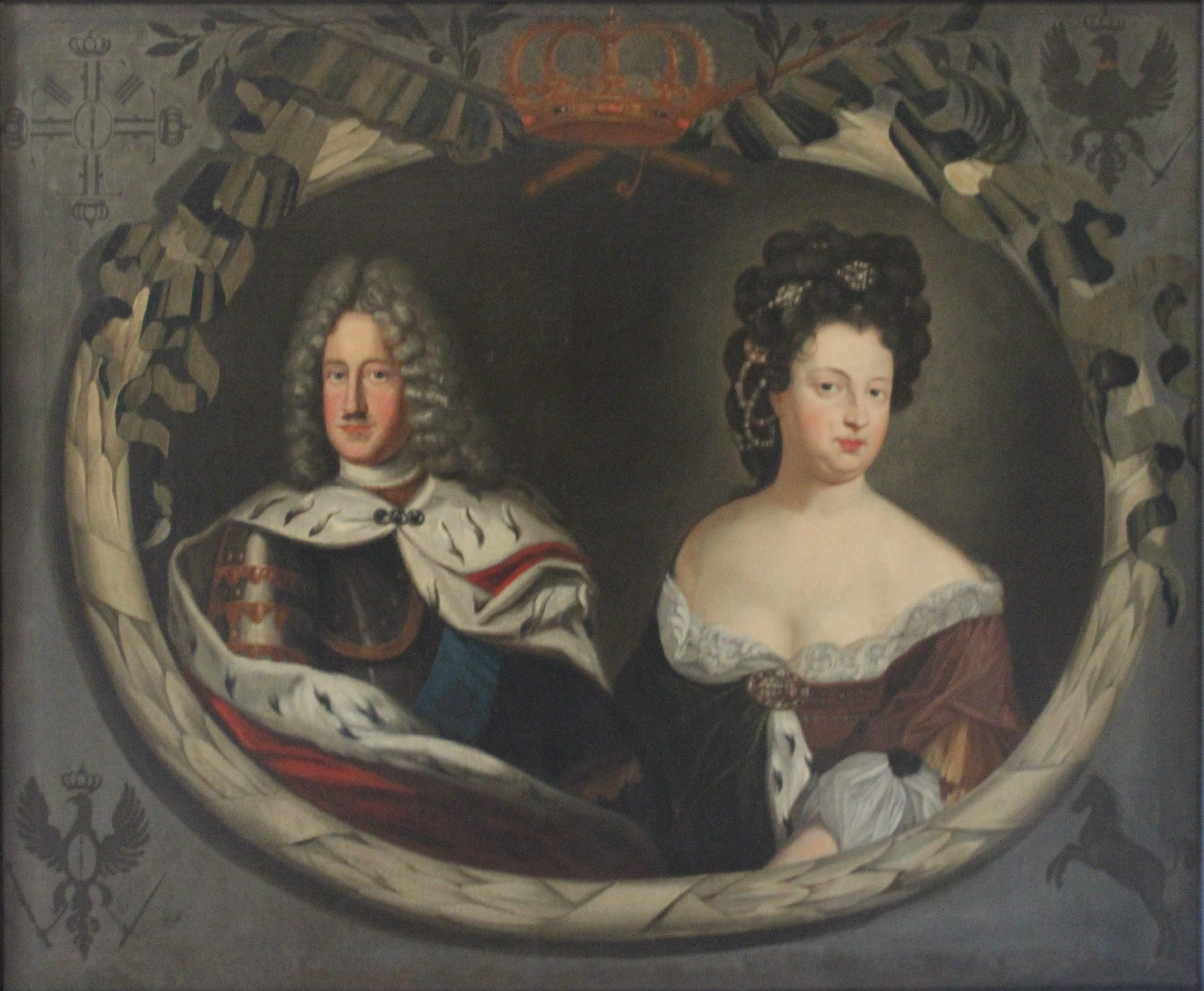
Sophie Charlotte en haar man, Frederik I in Pruisen

Lietzenburg ontwikkelde zich onder Sophie Charlotte tot een centrum van kunst en cultuur. Zij was een groot muziekliefhebber en liet bij feestelijke gelegenheden opera's en balletten opvoeren. Haar voorkeur ging uit naar Italiaanse muziek. De zanger en componist Attilio Ariosti werkte van 1697 tot 1703 aan haar hof. De operacomponist Giovanni Bononcini, die normaal verbonden was aan het keizerlijke hof in Wenen, was er ook korte tijd en schreef een aantal opera's voor uitvoering in Lietzenburg. Violist en componist Arcangelo Corelli droeg werken op aan Sophie Charlotte. Zij was ook een van de eersten die in Berlijn kamermuziek liet uitvoeren.
Sophie Charlotte is bekend gebleven door haar vriendschap en briefwisseling met de filosoof Gottfried Leibniz, die haar kennis en intelligentie zeer waardeerde. Leibniz was ook al bevriend met haar moeder en kwam na 1697 steeds vaker in Berlijn, ook om daar de belangen van Hannover te bepleiten. Sophie Charlotte zette zich in voor de oprichting van de Pruisische Academie van Wetenschappen (1701), waarvan Leibniz de eerste president werd.

## Overlijden, nagedachtenis en nakomelingen
Sophie Charlotte stierf op 37-jarige leeftijd toen ze in Hannover op bezoek was om daar het carnaval bij te wonen. Zij is bijgezet in de Dom van Berlijn. Frederik I gaf kasteel Lietzenburg in haar nagedachtenis de naam Slot Charlottenburg.
Sophie Charlotte en Frederik I hadden twee kinderen:
- Frederik August (1685-1686)
- Frederik Willem (14 augustus 1688 - 31 mei 1740). Deze trouwde met zijn nicht Sophia Dorothea van Hannover, de dochter van Sophie Charlotte's broer George I, en werd de vader van Frederik de Grote[1].

## Kwartierstaat (voorouders)
| Willem V van Brunswijk-Lüneburg (1535-1592) | Willem V van Brunswijk-Lüneburg (1535-1592) | Willem V van Brunswijk-Lüneburg (1535-1592) | Willem V van Brunswijk-Lüneburg (1535-1592) | Willem V van Brunswijk-Lüneburg (1535-1592) | Willem V van Brunswijk-Lüneburg (1535-1592) | Dorothea van Denemarken (1546-1617)        | Dorothea van Denemarken (1546-1617)        | Dorothea van Denemarken (1546-1617)        | Dorothea van Denemarken (1546-1617)        | Dorothea van Denemarken (1546-1617)             | Dorothea van Denemarken (1546-1617)             |                                                 |                                                 | Lodewijk V van Hessen-Darmstadt (1577-1626)     | Lodewijk V van Hessen-Darmstadt (1577-1626)     | Lodewijk V van Hessen-Darmstadt (1577-1626)    | Lodewijk V van Hessen-Darmstadt (1577-1626)    | Lodewijk V van Hessen-Darmstadt (1577-1626)    | Lodewijk V van Hessen-Darmstadt (1577-1626)    | Magdalena van Brandenburg (1582-1616)          | Magdalena van Brandenburg (1582-1616)          | Magdalena van Brandenburg (1582-1616) | Magdalena van Brandenburg (1582-1616) | Magdalena van Brandenburg (1582-1616)     | Magdalena van Brandenburg (1582-1616)     |                                           |                                           | Frederik IV van de Palts (1574-1610)      | Frederik IV van de Palts (1574-1610)      | Frederik IV van de Palts (1574-1610) | Frederik IV van de Palts (1574-1610) | Frederik IV van de Palts (1574-1610)  | Frederik IV van de Palts (1574-1610)  | Louise Juliana van Nassau (1576-1644) | Louise Juliana van Nassau (1576-1644) | Louise Juliana van Nassau (1576-1644) | Louise Juliana van Nassau (1576-1644) | Louise Juliana van Nassau (1576-1644) | Louise Juliana van Nassau (1576-1644) |                                     |                                     | Jacobus I van Engeland (1566-1625)  | Jacobus I van Engeland (1566-1625)  | Jacobus I van Engeland (1566-1625)  | Jacobus I van Engeland (1566-1625)  | Jacobus I van Engeland (1566-1625) | Jacobus I van Engeland (1566-1625) | Anna van Denemarken (1574-1619)          | Anna van Denemarken (1574-1619)          | Anna van Denemarken (1574-1619)          | Anna van Denemarken (1574-1619)          | Anna van Denemarken (1574-1619)          | Anna van Denemarken (1574-1619)          |  |  |  |  |  |  |  |  |  |  |  |  |  |  |  |  |  |  |  |  |  |  |  |  |  |  |  |  |  |  |  |  |  |  |  |  |  |  |  |  |  |  |  |  |  |  |  |  |
| Willem V van Brunswijk-Lüneburg (1535-1592) | Willem V van Brunswijk-Lüneburg (1535-1592) | Willem V van Brunswijk-Lüneburg (1535-1592) | Willem V van Brunswijk-Lüneburg (1535-1592) | Willem V van Brunswijk-Lüneburg (1535-1592) | Willem V van Brunswijk-Lüneburg (1535-1592) | Dorothea van Denemarken (1546-1617)        | Dorothea van Denemarken (1546-1617)        | Dorothea van Denemarken (1546-1617)        | Dorothea van Denemarken (1546-1617)        | Dorothea van Denemarken (1546-1617)             | Dorothea van Denemarken (1546-1617)             |                                                 |                                                 | Lodewijk V van Hessen-Darmstadt (1577-1626)     | Lodewijk V van Hessen-Darmstadt (1577-1626)     | Lodewijk V van Hessen-Darmstadt (1577-1626)    | Lodewijk V van Hessen-Darmstadt (1577-1626)    | Lodewijk V van Hessen-Darmstadt (1577-1626)    | Lodewijk V van Hessen-Darmstadt (1577-1626)    | Magdalena van Brandenburg (1582-1616)          | Magdalena van Brandenburg (1582-1616)          | Magdalena van Brandenburg (1582-1616) | Magdalena van Brandenburg (1582-1616) | Magdalena van Brandenburg (1582-1616)     | Magdalena van Brandenburg (1582-1616)     |                                           |                                           | Frederik IV van de Palts (1574-1610)      | Frederik IV van de Palts (1574-1610)      | Frederik IV van de Palts (1574-1610) | Frederik IV van de Palts (1574-1610) | Frederik IV van de Palts (1574-1610)  | Frederik IV van de Palts (1574-1610)  | Louise Juliana van Nassau (1576-1644) | Louise Juliana van Nassau (1576-1644) | Louise Juliana van Nassau (1576-1644) | Louise Juliana van Nassau (1576-1644) | Louise Juliana van Nassau (1576-1644) | Louise Juliana van Nassau (1576-1644) |                                     |                                     | Jacobus I van Engeland (1566-1625)  | Jacobus I van Engeland (1566-1625)  | Jacobus I van Engeland (1566-1625)  | Jacobus I van Engeland (1566-1625)  | Jacobus I van Engeland (1566-1625) | Jacobus I van Engeland (1566-1625) | Anna van Denemarken (1574-1619)          | Anna van Denemarken (1574-1619)          | Anna van Denemarken (1574-1619)          | Anna van Denemarken (1574-1619)          | Anna van Denemarken (1574-1619)          | Anna van Denemarken (1574-1619)          |  |  |  |  |  |  |  |  |  |  |  |  |  |  |  |  |  |  |  |  |  |  |  |  |  |  |  |  |  |  |  |  |  |  |  |  |  |  |  |  |  |  |  |  |  |  |  |  |
|                                             |                                             |                                             |                                             |                                             |                                             |                                            |                                            |                                            |                                            |                                                 |                                                 |                                                 |                                                 |                                                 |                                                 |                                                |                                                |                                                |                                                |                                                |                                                |                                       |                                       |                                           |                                           |                                           |                                           |                                           |                                           |                                      |                                      |                                       |                                       |                                       |                                       |                                       |                                       |                                       |                                       |                                     |                                     |                                     |                                     |                                     |                                     |                                    |                                    |                                          |                                          |                                          |                                          |                                          |                                          |  |  |  |  |  |  |  |  |  |  |  |  |  |  |  |  |  |  |  |  |  |  |  |  |  |  |  |  |  |  |  |  |  |  |  |  |  |  |  |  |  |  |  |  |  |  |  |  |
|                                             |                                             |                                             |                                             | George van Brunswijk-Calenberg (1582-1641)  | George van Brunswijk-Calenberg (1582-1641)  | George van Brunswijk-Calenberg (1582-1641) | George van Brunswijk-Calenberg (1582-1641) | George van Brunswijk-Calenberg (1582-1641) | George van Brunswijk-Calenberg (1582-1641) |                                                 |                                                 |                                                 |                                                 |                                                 |                                                 | Anna Eleonora van Hessen-Darmstadt (1601-1659) | Anna Eleonora van Hessen-Darmstadt (1601-1659) | Anna Eleonora van Hessen-Darmstadt (1601-1659) | Anna Eleonora van Hessen-Darmstadt (1601-1659) | Anna Eleonora van Hessen-Darmstadt (1601-1659) | Anna Eleonora van Hessen-Darmstadt (1601-1659) |                                       |                                       |                                           |                                           |                                           |                                           |                                           |                                           |                                      |                                      | Frederik V van de Palts (1596-1632)   | Frederik V van de Palts (1596-1632)   | Frederik V van de Palts (1596-1632)   | Frederik V van de Palts (1596-1632)   | Frederik V van de Palts (1596-1632)   | Frederik V van de Palts (1596-1632)   |                                       |                                       |                                     |                                     |                                     |                                     | Elizabeth Stuart (1596-1662)        | Elizabeth Stuart (1596-1662)        | Elizabeth Stuart (1596-1662)       | Elizabeth Stuart (1596-1662)       | Elizabeth Stuart (1596-1662)             | Elizabeth Stuart (1596-1662)             |                                          |                                          |                                          |                                          |  |  |  |  |  |  |  |  |  |  |  |  |  |  |  |  |  |  |  |  |  |  |  |  |  |  |  |  |  |  |  |  |  |  |  |  |  |  |  |  |  |  |  |  |  |  |  |  |
|                                             |                                             |                                             |                                             | George van Brunswijk-Calenberg (1582-1641)  | George van Brunswijk-Calenberg (1582-1641)  | George van Brunswijk-Calenberg (1582-1641) | George van Brunswijk-Calenberg (1582-1641) | George van Brunswijk-Calenberg (1582-1641) | George van Brunswijk-Calenberg (1582-1641) |                                                 |                                                 |                                                 |                                                 |                                                 |                                                 | Anna Eleonora van Hessen-Darmstadt (1601-1659) | Anna Eleonora van Hessen-Darmstadt (1601-1659) | Anna Eleonora van Hessen-Darmstadt (1601-1659) | Anna Eleonora van Hessen-Darmstadt (1601-1659) | Anna Eleonora van Hessen-Darmstadt (1601-1659) | Anna Eleonora van Hessen-Darmstadt (1601-1659) |                                       |                                       |                                           |                                           |                                           |                                           |                                           |                                           |                                      |                                      | Frederik V van de Palts (1596-1632)   | Frederik V van de Palts (1596-1632)   | Frederik V van de Palts (1596-1632)   | Frederik V van de Palts (1596-1632)   | Frederik V van de Palts (1596-1632)   | Frederik V van de Palts (1596-1632)   |                                       |                                       |                                     |                                     |                                     |                                     | Elizabeth Stuart (1596-1662)        | Elizabeth Stuart (1596-1662)        | Elizabeth Stuart (1596-1662)       | Elizabeth Stuart (1596-1662)       | Elizabeth Stuart (1596-1662)             | Elizabeth Stuart (1596-1662)             |                                          |                                          |                                          |                                          |  |  |  |  |  |  |  |  |  |  |  |  |  |  |  |  |  |  |  |  |  |  |  |  |  |  |  |  |  |  |  |  |  |  |  |  |  |  |  |  |  |  |  |  |  |  |  |  |
|                                             |                                             |                                             |                                             |                                             |                                             |                                            |                                            |                                            |                                            | Ernst August van Brunswijk-Lüneburg (1629-1698) | Ernst August van Brunswijk-Lüneburg (1629-1698) | Ernst August van Brunswijk-Lüneburg (1629-1698) | Ernst August van Brunswijk-Lüneburg (1629-1698) | Ernst August van Brunswijk-Lüneburg (1629-1698) | Ernst August van Brunswijk-Lüneburg (1629-1698) |                                                |                                                |                                                |                                                |                                                |                                                |                                       |                                       |                                           |                                           |                                           |                                           |                                           |                                           |                                      |                                      |                                       |                                       |                                       |                                       |                                       |                                       | Sophia van de Palts (1630-1714)       | Sophia van de Palts (1630-1714)       | Sophia van de Palts (1630-1714)     | Sophia van de Palts (1630-1714)     | Sophia van de Palts (1630-1714)     | Sophia van de Palts (1630-1714)     |                                     |                                     |                                    |                                    |                                          |                                          |                                          |                                          |                                          |                                          |  |  |  |  |  |  |  |  |  |  |  |  |  |  |  |  |  |  |  |  |  |  |  |  |  |  |  |  |  |  |  |  |  |  |  |  |  |  |  |  |  |  |  |  |  |  |  |  |
|                                             |                                             |                                             |                                             |                                             |                                             |                                            |                                            |                                            |                                            | Ernst August van Brunswijk-Lüneburg (1629-1698) | Ernst August van Brunswijk-Lüneburg (1629-1698) | Ernst August van Brunswijk-Lüneburg (1629-1698) | Ernst August van Brunswijk-Lüneburg (1629-1698) | Ernst August van Brunswijk-Lüneburg (1629-1698) | Ernst August van Brunswijk-Lüneburg (1629-1698) |                                                |                                                |                                                |                                                |                                                |                                                |                                       |                                       |                                           |                                           |                                           |                                           |                                           |                                           |                                      |                                      |                                       |                                       |                                       |                                       |                                       |                                       | Sophia van de Palts (1630-1714)       | Sophia van de Palts (1630-1714)       | Sophia van de Palts (1630-1714)     | Sophia van de Palts (1630-1714)     | Sophia van de Palts (1630-1714)     | Sophia van de Palts (1630-1714)     |                                     |                                     |                                    |                                    |                                          |                                          |                                          |                                          |                                          |                                          |  |  |  |  |  |  |  |  |  |  |  |  |  |  |  |  |  |  |  |  |  |  |  |  |  |  |  |  |  |  |  |  |  |  |  |  |  |  |  |  |  |  |  |  |  |  |  |  |
|                                             |                                             |                                             |                                             |                                             |                                             |                                            |                                            |                                            |                                            |                                                 |                                                 |                                                 |                                                 |                                                 |                                                 |                                                |                                                |                                                |                                                |                                                |                                                |                                       |                                       |                                           |                                           |                                           |                                           |                                           |                                           |                                      |                                      |                                       |                                       |                                       |                                       |                                       |                                       |                                       |                                       |                                     |                                     |                                     |                                     |                                     |                                     |                                    |                                    |                                          |                                          |                                          |                                          |                                          |                                          |  |  |  |  |  |  |  |  |  |  |  |  |  |  |  |  |  |  |  |  |  |  |  |  |  |  |  |  |  |  |  |  |  |  |  |  |  |  |  |  |  |  |  |  |  |  |  |  |
|                                             |                                             |                                             |                                             |                                             |                                             |                                            |                                            |                                            |                                            |                                                 |                                                 |                                                 |                                                 |                                                 |                                                 |                                                |                                                |                                                |                                                |                                                |                                                |                                       |                                       |                                           |                                           |                                           |                                           |                                           |                                           |                                      |                                      |                                       |                                       |                                       |                                       |                                       |                                       |                                       |                                       |                                     |                                     |                                     |                                     |                                     |                                     |                                    |                                    |                                          |                                          |                                          |                                          |                                          |                                          |  |  |  |  |  |  |  |  |  |  |  |  |  |  |  |  |  |  |  |  |  |  |  |  |  |  |  |  |  |  |  |  |  |  |  |  |  |  |  |  |  |  |  |  |  |  |  |  |
| George I van Groot-Brittannië (1660-1727)   | George I van Groot-Brittannië (1660-1727)   | George I van Groot-Brittannië (1660-1727)   | George I van Groot-Brittannië (1660-1727)   | George I van Groot-Brittannië (1660-1727)   | George I van Groot-Brittannië (1660-1727)   |                                            |                                            | Frederik August van Hannover (1661-1690)   | Frederik August van Hannover (1661-1690)   | Frederik August van Hannover (1661-1690)        | Frederik August van Hannover (1661-1690)        | Frederik August van Hannover (1661-1690)        | Frederik August van Hannover (1661-1690)        |                                                 |                                                 | Maximiliaan Willem van Hannover (1666-1726)    | Maximiliaan Willem van Hannover (1666-1726)    | Maximiliaan Willem van Hannover (1666-1726)    | Maximiliaan Willem van Hannover (1666-1726)    | Maximiliaan Willem van Hannover (1666-1726)    | Maximiliaan Willem van Hannover (1666-1726)    |                                       |                                       | Sophie Charlotte van Hannover (1668-1705) | Sophie Charlotte van Hannover (1668-1705) | Sophie Charlotte van Hannover (1668-1705) | Sophie Charlotte van Hannover (1668-1705) | Sophie Charlotte van Hannover (1668-1705) | Sophie Charlotte van Hannover (1668-1705) |                                      |                                      | Karel Filips van Hannover (1669-1690) | Karel Filips van Hannover (1669-1690) | Karel Filips van Hannover (1669-1690) | Karel Filips van Hannover (1669-1690) | Karel Filips van Hannover (1669-1690) | Karel Filips van Hannover (1669-1690) |                                       |                                       | Christiaan van Hannover (1671-1703) | Christiaan van Hannover (1671-1703) | Christiaan van Hannover (1671-1703) | Christiaan van Hannover (1671-1703) | Christiaan van Hannover (1671-1703) | Christiaan van Hannover (1671-1703) |                                    |                                    | Ernst August II van Hannover (1674-1728) | Ernst August II van Hannover (1674-1728) | Ernst August II van Hannover (1674-1728) | Ernst August II van Hannover (1674-1728) | Ernst August II van Hannover (1674-1728) | Ernst August II van Hannover (1674-1728) |  |  |  |  |  |  |  |  |  |  |  |  |  |  |  |  |  |  |  |  |  |  |  |  |  |  |  |  |  |  |  |  |  |  |  |  |  |  |  |  |  |  |  |  |  |  |  |  |

- Bibsys: 5081042
- Bibliothèque nationale de France: cb136171928 (data)
- Gemeinsame Normdatei: 118751530
- International Standard Name Identifier: 0000 0001 1944 6369
- Library of Congress Control Number: n88116805
- Nationale Bibliotheek van Tsjechië: jn20030617005
- Nationale Bibliotheek van Israël: 987007277435705171
- Nationale Bibliotheek van Polen: a0000001710109
- Nederlandse Thesaurus van Auteursnamen: 128592613
- RKD-Nederlands Instituut voor Kunstgeschiedenis: 485793
- Istituto Centrale per il Catalogo Unico: MUSV061731
- LIBRIS: 208341
- Système universitaire de documentation: 056581246
- Virtual International Authority File: 50020844
- WorldCat: E39PBJpDRVVtxXrC4XkhdkpgKd